# Кубок Англії з футболу 1966—1967
Кубок Англії з футболу 1966—1967 — 86-й розіграш найстарішого футбольного турніру у світі, Кубка виклику Футбольної Асоціації, також відомого як Кубок Англії. Вп'яте титул здобув Тоттенгем Готспур.

## Перший раунд
| Дата                      | Господарі            | Рахунок | Гості                    |
| ------------------------- | -------------------- | ------- | ------------------------ |
| 26 листопада              | Енфілд               | 6:0     | Чешем Юнайтед            |
| 26 листопада              | Ашфорд Таун          | 4:1     | Кембридж Сіті            |
| 26 листопада              | Честер Сіті          | 2:5     | Мідлсбро                 |
| 26 листопада              | Дарлінгтон           | 0:0     | Стокпорт Каунті          |
| 29 листопада Перегравання | Стокпорт Каунті      | 1:1     | Дарлінгтон               |
| 5 грудня Перегравання     | Дарлінгтон           | 4:2     | Стокпорт Каунті          |
| 26 листопада              | Горшем               | 0:3     | Свіндон Таун             |
| 26 листопада              | Борнмут              | 3:0     | Велтон Роверс            |
| 26 листопада              | Бат Сіті             | 1:0     | Саттон Юнайтед           |
| 26 листопада              | Грантем              | 2:1     | Вімблдон                 |
| 26 листопада              | Рочдейл              | 1:3     | Барроу                   |
| 26 листопада              | Вотфорд              | 1:0     | Саутенд Юнайтед          |
| 26 листопада              | Йовіл Таун           | 1:3     | Оксфорд Юнайтед          |
| 26 листопада              | Волсолл              | 2:0     | Сент-Ніотс Таун          |
| 26 листопада              | Фолкстоун            | 2:2     | Свонсі Сіті              |
| 29 листопада Перегравання | Свонсі Сіті          | 7:2     | Стокпорт Каунті          |
| 26 листопада              | Джиллінгем           | 4:1     | Тамворт                  |
| 26 листопада              | Кру Александра       | 1:1     | Грімсбі Таун             |
| 30 листопада Перегравання | Грімсбі Таун         | 0:1     | Кру Александра           |
| 26 листопада              | Лінкольн Сіті        | 3:4     | Сканторп Юнайтед         |
| 26 листопада              | Гейнсборо Триніті    | 0:1     | Колчестер Юнайтед        |
| 26 листопада              | Шрусбері Таун        | 5:2     | Гартліпул Юнайтед        |
| 26 листопада              | Рексем               | 3:2     | Честерфілд               |
| 26 листопада              | Бішоп Окленд         | 1:1     | Блайт Спартанс           |
| 30 листопада Перегравання | Блайт Спартанс       | 0:0     | Бішоп Окленд             |
| 5 грудня Перегравання     | Бішоп Окленд         | 3:3     | Блайт Спартанс           |
| 8 грудня Перегравання     | Блайт Спартанс       | 1:4     | Бішоп Окленд             |
| 26 листопада              | Транмер Роверз       | 1:1     | Віган Атлетік            |
| 28 листопада Перегравання | Віган Атлетік        | 0:1     | Транмер Роверз           |
| 26 листопада              | Вікем Вондерерз      | 1:1     | Бедфорд Таун             |
| 30 листопада Перегравання | Бедфорд Таун         | 3:3     | Вікем Вондерерз          |
| 5 грудня Перегравання     | Вікем Вондерерз      | 1:1     | Бедфорд Таун             |
| 8 грудня Перегравання     | Бедфорд Таун         | 3:2     | Вікем Вондерерз          |
| 26 листопада              | Оксфорд Юнайтед      | 2:2     | Бристоль Роверз          |
| 29 листопада Перегравання | Бристоль Роверз      | 4:0     | Оксфорд Юнайтед          |
| 26 листопада              | Квінз Парк Рейнджерс | 3:2     | Пул Таун                 |
| 26 листопада              | Барнслі              | 3:1     | Саутпорт                 |
| 26 листопада              | Брентфорд            | 1:0     | Челмсфорд Сіті           |
| 26 листопада              | Бредфорд Сіті        | 1:2     | Порт Вейл                |
| 26 листопада              | Олдем Атлетік        | 3:1     | Ноттс Каунті             |
| 26 листопада              | Бредфорд Парк-Авеню  | 3:2     | Віттон Альбіон           |
| 26 листопада              | Ексетер Сіті         | 1:1     | Лутон Таун               |
| 1 грудня Перегравання     | Лутон Таун           | 2:0     | Ексетер Сіті             |
| 26 листопада              | Менсфілд Таун        | 4:1     | Бангор Сіті              |
| 26 листопада              | Галіфакс Таун        | 2:2     | Донкастер Роверз         |
| 29 листопада Перегравання | Донкастер Роверз     | 1:3     | Галіфакс Таун            |
| 26 листопада              | Ньюпорт Каунті       | 1:2     | Брайтон енд Гоув Альбіон |
| 26 листопада              | Вілдстоун            | 0:2     | Нанітон Боро             |
| 26 листопада              | Йорк Сіті            | 0:0     | Моркем                   |
| 30 листопада Перегравання | Моркем               | 1:1     | Йорк Сіті                |
| 8 грудня Перегравання     | Йорк Сіті            | 1:0     | Моркем                   |
| 26 листопада              | Олдершот             | 2:1     | Торкі Юнайтед            |
| 26 листопада              | Пітерборо Юнайтед    | 4:1     | Герефорд Юнайтед         |
| 26 листопада              | Саут Шилдс           | 1:4     | Воркінгтон               |
| 26 листопада              | Гендон               | 1:3     | Редінг                   |
| 26 листопада              | Лейтон Орієнт        | 2:1     | Лоустофт Таун            |

## Другий раунд
До другого раунду увійшли переможці першого раунду. 
| Дата                  | Господарі            | Рахунок | Гості                    |
| --------------------- | -------------------- | ------- | ------------------------ |
| 7 січня               | Енфілд               | 2:4     | Вотфорд                  |
| 7 січня               | Барроу               | 2:1     | Транмер Роверз           |
| 7 січня               | Бат Сіті             | 0:5     | Брайтон енд Гоув Альбіон |
| 7 січня               | Грантем              | 0:4     | Олдем Атлетік            |
| 7 січня               | Волсолл              | 3:1     | Джиллінгем               |
| 7 січня               | Кру Александра       | 2:1     | Дарлінгтон               |
| 7 січня               | Мідлсбро             | 1:1     | Йорк Сіті                |
| 11 січня Перегравання | Йорк Сіті            | 0:0     | Мідлсбро                 |
| 16 січня Перегравання | Мідлсбро             | 4:1     | Йорк Сіті                |
| 7 січня               | Шрусбері Таун        | 5:1     | Рексем                   |
| 7 січня               | Бішоп Окленд         | 0:0     | Галіфакс Таун            |
| 10 січня Перегравання | Галіфакс Таун        | 7:0     | Бішоп Окленд             |
| 7 січня               | Квінз Парк Рейнджерс | 2:0     | Борнмут                  |
| 7 січня               | Барнслі              | 1:1     | Порт Вейл                |
| 16 січня Перегравання | Порт Вейл            | 1:3     | Барнслі                  |
| 7 січня               | Бристоль Роверз      | 3:2     | Лутон Таун               |
| 7 січня               | Менсфілд Таун        | 2:1     | Сканторп Юнайтед         |
| 7 січня               | Колчестер Юнайтед    | 0:3     | Пітерборо Юнайтед        |
| 7 січня               | Нанітон Боро         | 2:0     | Свонсі Сіті              |
| 7 січня               | Лейтон Орієнт        | 0:0     | Брентфорд                |
| 10 січня Перегравання | Брентфорд            | 3:1     | Лейтон Орієнт            |
| 10 січня              | Свіндон Таун         | 5:0     | Ашфорд Таун              |
| 11 січня              | Бредфорд Парк-Авеню  | 3:1     | Воркінгтон               |
| 11 січня              | Оксфорд Юнайтед      | 1:1     | Бедфорд Таун             |
| 16 січня Перегравання | Бедфорд Таун         | 1:0     | Оксфорд Юнайтед          |
| 16 січня              | Олдершот             | 1:0     | Редінг                   |

## Третій раунд
| Дата                  | Господарі                | Рахунок | Гості                    |
| --------------------- | ------------------------ | ------- | ------------------------ |
| 28 січня              | Барроу                   | 2:2     | Саутгемптон              |
| 1 лютого Перегравання | Саутгемптон              | 3:0     | Барроу                   |
| 28 січня              | Бернлі                   | 0:0     | Евертон                  |
| 31 січня Перегравання | Евертон                  | 2:1     | Бернлі                   |
| 28 січня              | Бері                     | 2:1     | Волсолл                  |
| 28 січня              | Престон Норт-Енд         | 0:1     | Астон Вілла              |
| 28 січня              | Вотфорд                  | 0:0     | Ліверпуль                |
| 1 лютого Перегравання | Ліверпуль                | 3:1     | Вотфорд                  |
| 28 січня              | Ноттінгем Форест         | 2:1     | Плімут Аргайл            |
| 28 січня              | Блекберн Роверз          | 1:2     | Карлайл Юнайтед          |
| 28 січня              | Шеффілд Венсдей          | 3:0     | Квінз Парк Рейнджерс     |
| 28 січня              | Болтон Вондерерз         | 1:0     | Кру Александра           |
| 28 січня              | Сандерленд               | 5:2     | Брентфорд                |
| 28 січня              | Іпсвіч Таун              | 4:1     | Шрусбері Таун            |
| 28 січня              | Манчестер Сіті           | 2:1     | Лестер Сіті              |
| 28 січня              | Барнслі                  | 1:1     | Кардіфф Сіті             |
| 31 січня Перегравання | Кардіфф Сіті             | 2:1     | Барнслі                  |
| 28 січня              | Бристоль Роверз          | 0:3     | Арсенал                  |
| 28 січня              | Нортгемптон Таун         | 1:3     | Вест-Бромвіч Альбіон     |
| 28 січня              | Ковентрі Сіті            | 3:4     | Ньюкасл Юнайтед          |
| 28 січня              | Вест Гем Юнайтед         | 3:3     | Свіндон Таун             |
| 31 січня Перегравання | Свіндон Таун             | 3:1     | Вест Гем Юнайтед         |
| 28 січня              | Манчестер Юнайтед        | 2:0     | Сток Сіті                |
| 28 січня              | Норвіч Сіті              | 3:0     | Дербі Каунті             |
| 28 січня              | Міллволл                 | 0:0     | Тоттенгем Готспур        |
| 1 лютого Перегравання | Тоттенгем Готспур        | 1:0     | Міллволл                 |
| 28 січня              | Галл Сіті                | 1:1     | Портсмут                 |
| 1 лютого Перегравання | Портсмут                 | 2:2     | Галл Сіті                |
| 6 лютого Перегравання | Галл Сіті                | 1:3     | Портсмут                 |
| 28 січня              | Олдем Атлетік            | 2:2     | Вулвергемптон Вондерерз  |
| 1 лютого Перегравання | Вулвергемптон Вондерерз  | 4:1     | Олдем Атлетік            |
| 28 січня              | Бредфорд Парк-Авеню      | 1:3     | Фулгем                   |
| 28 січня              | Гаддерсфілд Таун         | 1:2     | Челсі                    |
| 28 січня              | Бедфорд Таун             | 2:6     | Пітерборо Юнайтед        |
| 28 січня              | Менсфілд Таун            | 2:0     | Мідлсбро                 |
| 28 січня              | Галіфакс Таун            | 1:1     | Бристоль Сіті            |
| 31 січня Перегравання | Бристоль Сіті            | 4:1     | Галіфакс Таун            |
| 28 січня              | Чарльтон Атлетік         | 0:1     | Шеффілд Юнайтед          |
| 28 січня              | Лідс Юнайтед             | 3:0     | Крістал Пелес            |
| 28 січня              | Олдершот                 | 0:0     | Брайтон енд Гоув Альбіон |
| 1 лютого Перегравання | Брайтон енд Гоув Альбіон | 3:1     | Олдершот                 |
| 28 січня              | Бірмінгем Сіті           | 2:1     | Блекпул                  |
| 28 січня              | Нанітон Боро             | 1:1     | Ротергем Юнайтед         |
| 31 січня Перегравання | Ротергем Юнайтед         | 1:0     | Нанітон Боро             |

## Четвертий раунд
У цьому раунді зіграли переможці попереднього етапу.
| Дата                   | Господарі                | Рахунок | Гості                    |
| ---------------------- | ------------------------ | ------- | ------------------------ |
| 18 лютого              | Бристоль Сіті            | 1:0     | Саутгемптон              |
| 18 лютого              | Ліверпуль                | 1:0     | Астон Вілла              |
| 18 лютого              | Ноттінгем Форест         | 3:0     | Ньюкасл Юнайтед          |
| 18 лютого              | Шеффілд Венсдей          | 4:0     | Менсфілд Таун            |
| 18 лютого              | Болтон Вондерерз         | 0:0     | Арсенал                  |
| 22 лютого Перегравання | Арсенал                  | 3:0     | Болтон Вондерерз         |
| 18 лютого              | Вулвергемптон Вондерерз  | 1:1     | Евертон                  |
| 21 лютого Перегравання | Евертон                  | 3:1     | Вулвергемптон Вондерерз  |
| 18 лютого              | Сандерленд               | 7:1     | Пітерборо Юнайтед        |
| 18 лютого              | Свіндон Таун             | 2:1     | Бері                     |
| 18 лютого              | Іпсвіч Таун              | 2:0     | Карлайл Юнайтед          |
| 18 лютого              | Тоттенгем Готспур        | 3:1     | Портсмут                 |
| 18 лютого              | Фулгем                   | 1:1     | Шеффілд Юнайтед          |
| 1 березня Перегравання | Шеффілд Юнайтед          | 3:1     | Фулгем                   |
| 18 лютого              | Брайтон енд Гоув Альбіон | 1:1     | Челсі                    |
| 22 лютого Перегравання | Челсі                    | 4:0     | Брайтон енд Гоув Альбіон |
| 18 лютого              | Манчестер Юнайтед        | 1:2     | Норвіч Сіті              |
| 18 лютого              | Кардіфф Сіті             | 1:1     | Манчестер Сіті           |
| 22 лютого Перегравання | Манчестер Сіті           | 3:1     | Кардіфф Сіті             |
| 18 лютого              | Лідс Юнайтед             | 5:0     | Вест-Бромвіч Альбіон     |
| 18 лютого              | Ротергем Юнайтед         | 0:0     | Бірмінгем Сіті           |
| 21 лютого Перегравання | Бірмінгем Сіті           | 2:1     | Ротергем Юнайтед         |

## П'ятий раунд
На цьому етапі зіграли переможці попереднього раунду.
| Дата                    | Господарі         | Рахунок | Гості            |
| ----------------------- | ----------------- | ------- | ---------------- |
| 11 березня              | Ноттінгем Форест  | 0:0     | Свіндон Таун     |
| 14 березня Перегравання | Свіндон Таун      | 1:1     | Ноттінгем Форест |
| 20 березня Перегравання | Ноттінгем Форест  | 3:0     | Свіндон Таун     |
| 11 березня              | Сандерленд        | 1:1     | Лідс Юнайтед     |
| 15 березня Перегравання | Лідс Юнайтед      | 1:1     | Сандерленд       |
| 20 березня Перегравання | Сандерленд        | 1:2     | Лідс Юнайтед     |
| 11 березня              | Евертон           | 1:0     | Ліверпуль        |
| 11 березня              | Тоттенгем Готспур | 1:0     | Бристоль Сіті    |
| 11 березня              | Манчестер Сіті    | 1:1     | Іпсвіч Таун      |
| 14 березня Перегравання | Іпсвіч Таун       | 0:3     | Манчестер Сіті   |
| 11 березня              | Норвіч Сіті       | 1:3     | Шеффілд Венсдей  |
| 11 березня              | Челсі             | 2:0     | Шеффілд Юнайтед  |
| 11 березня              | Бірмінгем Сіті    | 1:0     | Арсенал          |

## Шостий раунд
На цьому етапі зіграли переможці попереднього раунду.
| Дата                   | Господарі         | Рахунок | Гості             |
| ---------------------- | ----------------- | ------- | ----------------- |
| 8 квітня               | Ноттінгем Форест  | 3:2     | Евертон           |
| 8 квітня               | Челсі             | 1:0     | Шеффілд Венсдей   |
| 8 квітня               | Лідс Юнайтед      | 1:0     | Манчестер Сіті    |
| 8 квітня               | Бірмінгем Сіті    | 1:1     | Тоттенгем Готспур |
| 12 квітня Перегравання | Тоттенгем Готспур | 6:0     | Бірмінгем Сіті    |

## Півфінали
У півфіналах зіграли команди, що перемогли на попередньому етапі.
| Дата      | Господарі         | Рахунок | Гості            |
| --------- | ----------------- | ------- | ---------------- |
| 29 квітня | Тоттенгем Готспур | 2:1     | Ноттінгем Форест |
| 29 квітня | Челсі             | 1:0     | Лідс Юнайтед     |

## Фінал
| 20 травня 1967 |

| «Тоттенгем Готспур»   | 2:1      | «Челсі»      |
| --------------------- | -------- | ------------ |
| Робертсон 40' Сол 67' | Протокол | Темблінг 85' |

| «Вемблі», Лондон Глядачів: 100 000 Арбітр: К. Дегнелл |